# Al-Luhayyah
Al-Luḥayyah, nota anche come Luhaiyah o Loheiya, è una città (2656 ab.) dello Yemen occidentale, sulla costa del mar Rosso. Situata nella pianura costiera nota come Tihāmah, è uno dei porti minori del paese. Venne fondata verso la metà del XV secolo, e la tradizione collega la sua origine ad un sant'uomo locale, Sheikh Salei, intorno alla cui dimora e tomba si ritiene la città si sia sviluppata. Verso la fine del XVIII secolo era una città fortificata e munita di mura. Dopo essere stata in mano agli Ottomani dal 1800 circa fino alla prima guerra mondiale, nel 1918 cadde in mano dei Britannici, che la consegnarono, assieme al resto della Tihāmah yemenita, agli Idrīsī, governatori dell'Asir, la regione posta più a nord. Ritornata allo Yemen nel 1925, la città e la pianura costiera furono occupate nel 1934 dai Sauditi, ma ai termini del trattato di Al-Ṭāʾif dello stesso anno tornarono allo Yemen.
Il porto è costituito da una rada aperta poco profonda, situata 6 km a sud-ovest della città, parzialmente protetta dalla vicina isola di Al-Urmak. Un tempo centri di esportazione del caffè yemenita, la città e il porto hanno visto diminuire sempre più la loro importanza durante gli ultimi 200 anni; l'antico forte è ormai in rovina. Il traffico è limitato alla navigazione costiera; il commercio marittimo internazionale dello Yemen è ora incentrato sulle moderne strutture di Aḥmadī, il porto di Al-Ḥudaydah.